# Småbladet milturt
Småbladet Milturt (Chrysosplenium oppositifolium) er en 5-10 cm høj urt, der vokser samme steder som Almindelig Milturt, dvs. i skovsumpe og på åbredder.

## Beskrivelse
Småbladet Milturt minder om Almindelig Milturt, men i modsætnig til denne har småbladet milturt modsatte blade, hvis stilke er kortere end bladpladen. Desuden mangler småbladet milturt oprette hår på oversiden af bladene.

## Udbredelse
Småbladet milturt er temmelig almindelig i Jylland, men er sjælden eller manglende på Øerne.
| Portal | Portal:Botanik |